# Guntis Peders
Guntis Peders (ur. 15 sierpnia 1973 w Valmierze) – łotewski lekkoatleta.
W 1996 roku wystąpił na igrzyskach olimpijskich, na których wystąpił w biegu na 110 m przez płotki i odpadł w ćwierćfinale, zajmując piąte miejsce w swoim biegu z czasem 13,59 s. W tym samym roku został halowym wicemistrzem Europy na 60 m przez płotki z czasem 7,65 s, przegrywając jedynie ze swoim rodakiem Igorsem Kazanovsem. Zdobył także dwa medale halowych mistrzostw krajów bałtyckich: złoty w biegu na 60 m przez płotki z czasem 7,69 s i srebrny w biegu na 60 m z czasem 6,89 s. Ponadto w 1999 roku został mistrzem krajów bałtyckich na 110 m przez płotki z czasem 13,76 s.
W 1993 roku zdobył dwa medale igrzysk bałtyckich: brązowy w biegu na 110 m przez płotki z czasem 13,87 s oraz srebrny w sztafecie 4 × 100 m, która uzyskała czas 41,32 s.
Pięciokrotny mistrz Łotwy na 110 m przez płotki z 1992, 1994, 1996, 1998 i 1999 roku oraz trzykrotny halowy mistrz kraju na 60 m przez płotki z 1992, 1993 i 1996 roku. Jego trenerami byli Taira Ivaņņika, Jānis Gailišs i Imants Kukličs.
W 1998 roku ukończył Latvijas Sporta pedagoģijas akadēmija, a w 2002 roku – Biznesa augstskolu Turība. Po zakończeniu kariery został komentatorem, pełnił również funkcję prezesa SIA LG Broker w latach 2004–2013, a następnie rozpoczął pracę jako broker ubezpieczeniowy w Colemont FKB Latvia.
Jego siostra jest synową Guntisa Ulmanisa, byłego prezydenta Łotwy.
Rekordy życiowe:
- 110 m przez płotki – 13,47 s (Tallinn, 9 czerwca 1996)
- 60 m przez płotki (hala) – 7,65 s (Sztokholm, 9 marca 1996)